# Stadtbefestigung Buchhorn

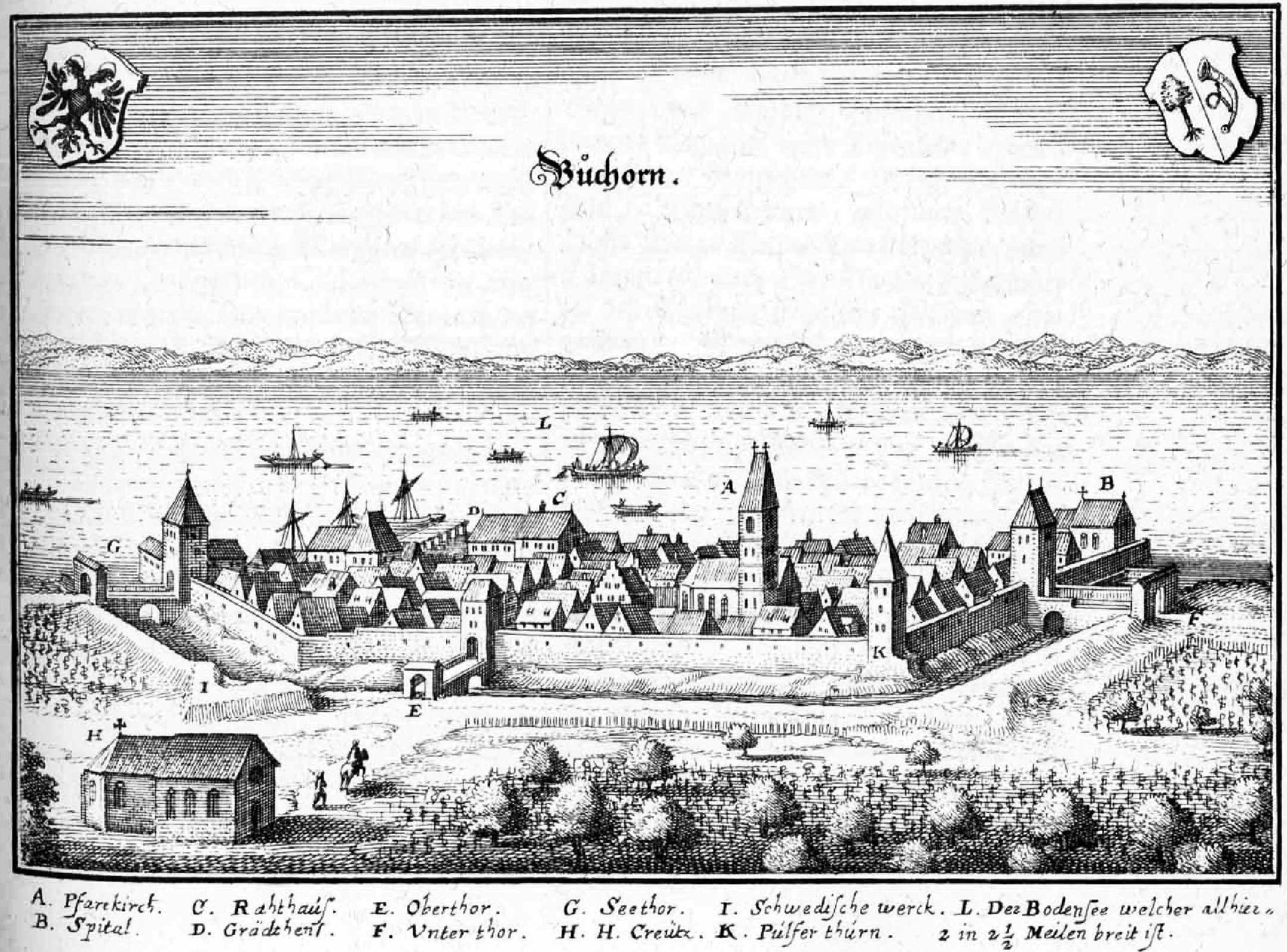
Kupferstich aus dem 17. Jahrhundert von Matthäus Merian

Die Stadtbefestigung Buchhorn war die Festung der Stadt Buchhorn, die später im Friedrichshafen umbenannt wurde. Deren letzte Ausbaustufe erfolgte während des Dreißigjährigen Kriegs und erhielt damals durch die schwedischen Besatzer den Namen Festung Gustavsburg.

## Geschichte
Etwa Mitte des 13. Jahrhunderts wurde vermutlich der erste Mauerring rund um Buchhorn gezogen, das 1241 erstmals als Stadt erwähnt wurde. Die Stadtmauer erstreckte sich vom Untertor entlang der heutigen Schanzstraße zum Pulver- bzw. Diebesturm, führte schräg zur Wilhelmstraße und weiter zum Obertor. Entlang des Seeufers verlief die Südmauer. Die östliche Stadtmauer mit dem See- oder Türlitor, das nachts den einzigen Zugang zur Stadt über eine zusätzliche Tür bot, entsprach der heutigen Begrenzung des Buchhornplatzes. Während des Dreißigjährigen Kriegs errichteten die schwedischen Besatzer zusätzliche Verschanzungen vor der Stadtmauer. 1812 wurde das Untertor aufgrund einer neuen Straße nach Hofen abgerissen, der Abriss des Obertors folgte 1842, der des Diebesturms 1845 und der des Seetors 1853. Infolge der Luftangriffe 1944 wurden viele Teile der Stadtmauer zerstört. Heute sind neben Fundamenten an mehreren Stellen nur noch wenige Überreste der einstigen Befestigung zwischen dem ehemaligen Spital und dem Pfarrhaus sowie an der Seestraße sichtbar.